# 孩子王 (1987年電影)
《孩子王》是1987年上映的中国剧情片，由陈凯歌执导，陈绍华、谢园主演，改编自作家锺阿城《棋王、树王、孩子王》三部曲的最后一部。影片入選第41屆坎城影展正式競賽。

## 剧情
文化大革命期间，知青老杆来到云贵地区的一所乡村任教，被和他一起插队的伙伴笑他“孩子王”。

## 阵容
- 陈绍华 饰 陈校长
- 谢园 饰 老杆
- 杨学文 饰 王福

## 评价
影片获得Time Out的高度评价，被指有意大利导演塔维亚尼兄弟作品《我父我主》的影子，但没有完全松弛的人文主义感伤。按中国的标准来说，这部作品敢于突破，卓有远见，和陈凯歌之前的作品《黄土地》和《大阅兵》一样，属于大师之作。